# Супернова (фільм, 2020)
«Супернова» (англ. Supernova) — британський фільм 2020 року, сценаристом і режисером виступив Гаррі Макквін, основні ролі виконали Колін Ферт та Стенлі Туччі

## Сюжет
Фільм розповідає про двох чоловіків, Сема та Таскера, котрі є партнерами понад 20 років і вирішили здійснити подорож по Англії аж до Озерного краю. При тому у процесі подорожі відновити стосунки із сім'єю та друзями. У одного із чоловіків прогресуюча форма деменції і він поволі втрачає пам'ять.

## У ролях
- Колін Ферт — Сем
- Стенлі Туччі — Таскер
- Піппа Гейвуд — Лілі

## Виробництво
Зйомки проходили здебільшого в Камбрії, графстві на північному-заході Англії на узбережжі Ірландського моря.
Зйомки завершились в листопаді 2019 року.
Оператором був Дік Поуп, композитором Кітон Генсон. Окрім оригінального саунтреку в фільмі можна почути відомі пісні різних виконавців, серед яких "Heroes" Девіда Бові, Донована та інших.

## Сприйняття та оцінки
На Rotten Tomatoes 88% із 137 відгуків критиків виявились позитивними для фільму, а середня оцінка складає 7,6 з 10.
Критики в основному позитивно відгукуються про гру основних акторів, що за їхніми словами і робить фільм вартим уваги.
1. ↑  http://nmhh.hu/dokumentum/198182/terjesztett_filmalkotasok_art_filmek_nyilvantartasa.xlsx
2. ↑  film distribution certificate database